# Districtul Aïn Fares
Aïn Fares este un district din provincia Mascara, Algeria.